# Anisobas platystylus
Anisobas platystylus là một loài tò vò trong họ Ichneumonidae.